# ネイチャー コミュニケーションズ
ネイチャー コミュニケーションズ(英語:Nature Communications)は2010年よりNature Researchによって発行されているオープンアクセスの学術雑誌である。自然科学の全分野を扱い、出版においては物理科学、地・環境学、生命科学、医学の各分野にカテゴライズされる。掲載には非常に高いレベルの学術的価値が求められ、編集者によるレビューと各分野の専門家によるピアレビューを経て認められる。
創設時の編集長はレスリー・アンソン（Lesley Anson）が務め、その後はヨーグ・ヒーバー（Joerg Heber）、マグダレーナ・スキッパー（Magdalena Skipper）、エリサ・デ・ラニエリ（Elisa De Ranieri）が務めている。ロンドン、ニューヨーク、上海に編集拠点を構えている。
2014年10月から、論文掲載料（2021年現在は5560米ドル）を徴収している。受理された論文から順次ウェブサイトに掲載され、通常、毎週100本以上の論文が掲載される。
2015年末までは、全ての内容を閲覧するには登録料が必要であったが、2016年1月からは全て無料で提供されるようになった。

## 索引サービス
ネイチャー コミュニケーションズは以下の索引サービスに登録されている。
- Science Citation Index[4]
- Current Contents/Agriculture, Biology & Environmental Sciences[4]
- Current Contents/Life Sciences[4]
- Current Contents/Physical, Chemical & Earth Sciences[4]
- The Zoological Record[4]
- BIOSIS Previews[4]
- Chemical Abstracts[5]
- PubMed（Index MedicusおよびMEDLINE）[6]
- Scopus[7]
- オープンアクセス学術誌要覧 (DOAJ)[8]

Journal Citation Reportsの発表によると、ネイチャー コミュニケーションズの2017年のインパクトファクターは12.353であった。

## 下位カテゴリの学術雑誌
2018年より、自然科学の全分野を扱うネイチャー コミュニケーションズの下位カテゴリのオープンアクセス学術雑誌として、より専門的な分野を扱うコミュニケーションズ バイオロジー、コミュニケーションズ ケミストリー、コミュニケーションズ フィジックスが創刊された。これらの学術雑誌は、ネイチャー コミュニケーションズよりも低価格な論文掲載料で受け付けている（現在は3170米ドルなど）。これらの学術雑誌のへの掲載には、各分野を発展させる先進的な内容が必要とされる。Nature Publishing Groupにより出版される他の学術雑誌と同様に、草稿の自動転送サービスを受けることができる。